# Ракалмуто
Ракалмуто (итал. Racalmuto) је насеље у Италији у округу Агриђенто, региону Сицилија.
Према процени из 2011. у насељу је живело 7083 становника. Насеље се налази на надморској висини од 501 м.

## Становништво
Према резултатима пописа становништва 2011. у општини је живело 8.345 становника.
| 1931.  | 1936.  | 1951.  | 1961.  | 1971.  | 1981.  | 1991.  | 2001.  | 2011. |
| ------ | ------ | ------ | ------ | ------ | ------ | ------ | ------ | ----- |
| 14.044 | 13.061 | 12.623 | 11.293 | 10.231 | 10.255 | 10.752 | 10.051 | 8.345 |

## Партнерски градови
- Хамилтон
- Finale Ligure